# W32 (核砲弾)
W32は、アメリカ合衆国が開発していた核砲弾。1955年に開発中止となっている。
アメリカ陸軍向けにロスアラモス国立研究所で開発されていたものである。それまでの核砲弾が巨大な280mm砲（M65 280mmカノン砲）向けのW9およびW19（1955年7月生産開始）であったのに対し一回り小型の240mm砲向けとなっている。より小口径のW33（203mm砲弾）などへの開発努力が向けられることにより、1955年5月に開発中止された。